# Domruïne van Hamar
De oude Domkerk van Hamar was tot de reformatie de kathedraal van het in 1152 opgerichte bisdom Hamar. In 1567 werd de kathedraal door Zweedse troepen verwoest.

## Geschiedenis

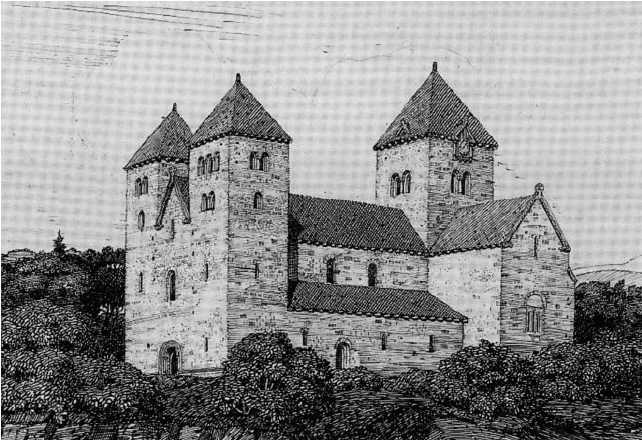
De oude kathedraal zoals deze er volgens een tekening van de Noorse architect
Olaf Nordhagen er heeft uitgezien

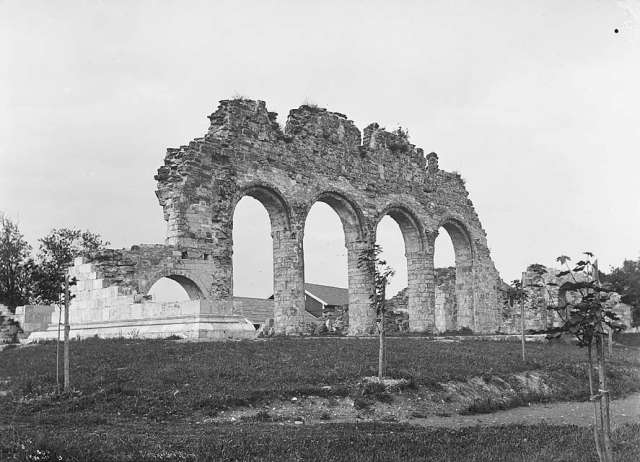
Foto van de ruïne van Axel Lindahl, jaren 1890

Onder bisschop Arnaldur (1124–1152) werd met de bouw van een romaanse kathedraal begonnen. De kerk werd als gotisch bouwwerk onder bisschop Paulus (1232-1252) voltooid. Het bouwmateriaal van kalksteenblokken werd uit de steengroeve Helgøya gedolven. Het kerkgebouw vertoont overeenkomsten met de Oude Aker Kerk in Oslo, de kerk van Ringsaker en de Sint-Nicolaaskerk van Gran. Deze kerken werden gebouwd naar het model van de niet meer bestaande Sint-Hallvardkathedraal te Oslo, waarvan slechts de funderingen resteren op de hoek Bispegata/Oslo gate te Oslo.
Waarschijnlijk bezat de kerk twee westelijke torens en een centrale toren. Het kerkgebouw, dat in oude documenten als een van de mooiste Noorse kerkgebouwen wordt omschreven, bevond zich op een verhoging in het landschap op het schiereiland Domkirkeodden in het meer Mjøsa. Voor schepen was het godshuis reeds van verre te herkennen.
Na de reformatie bleef de kerk een religieus bouwwerk, al liet het in onderhoud te wensen over. Tijdens de Zweedse aanval op de stad in de Driekronenoorlog werd de domkerk verwoest. Het bisdom Hamar werd bij het bisdom Oslo gevoegd en pas in 1864 weer van Oslo gescheiden. Het herstel van het bisdom leidde tot de bouw van een nieuwe domkerk van Hamar.
De huidige ruïne van de kathedraal maakt deel uit van het Hedmark museum (Hedmarkmuseet) en wordt als monument door stichting Domkirkeodden in stand gehouden. Om de ruïne tegen verder verval te beschermen werden vanaf 1985 tijdelijke conserveringsmaatregelen genomen. Sinds 1998 bevindt de ruïne zich onder een beschermende glasconstructie van de architecten Lund & Slaatto. De kosten ter hoogte van 76 miljoen Noorse kronen werden voor het grootste deel met giften bijeengebracht. Het werd op 9 augustus 1998 geopend door kroonprins Haakon. De glazen constructie heeft diverse bestemmingen. Het dient als bescherming voor de ruïne, maar er worden ook kerkelijke plechtigheden in gevierd. Het gebouw wordt eveneens voor concerten en toneelstukken gebruikt en heeft een maximale capaciteit voor 800 bezoekers.